# 狂気の愛
『狂気の愛』（きょうきのあい、L'Amour Braque）は、1985年製作のフランス映画。ドストエフスキーの『白痴』をもとに、大胆な解釈で映画化した。

## 概説
ドストエフスキーの『白痴』を原作にするも、内容は大幅に変えてある。愛する女を手に入れるために暴力抗争を行い、自ら破滅の道を進む若者たちの姿をグロテスクかつ難解で、エキセントリックなサスペンス・アクションの中に変態的な演出をねじ込めて描くノワールバイオレンス・スリラー。ソフィー・マルソーが大胆なヌードを見せたことでも話題になった。なお、 チェッキー・カリョは類似の作品では1997年のカナダ・フランス合作の劇場未公開の『トランス/TRANS』に出演している。但し役柄的には正反対のマゾ的な男を演じている。
1985年マドリッド映画祭において、ソフィー・マルソーが主演女優賞を受賞した。

## ストーリー
ミッキー達は動物のお面を付けて銀行を襲撃し、現金を奪って逃走するがそこへギャングの情婦マリーに出会う。

## キャスト
- マリー (Marie) - ソフィー・マルソー
- レオン (Léon) - フランシス・ユステール（フランス語版）
- ミッキー (Mickey) - チェッキー・カリョ
- アグラエ (Aglaé) - クリスチアーヌ・ジャン（フランス語版）
- アンドレ (Andre) - ミシェル・アルベルティーニ（フランス語版）